# 風間緑
風間 緑（かざま みどり、1990年5月8日 - ）は、日本の女子バスケットボール選手である。ポジションはガード。静岡県出身。三菱電機コアラーズ所属。

## 来歴
不二見レイカーズミニバスクラブでバスケを始め、常葉学園中・高校を経て、2009年、三菱電機に入社。

## 経歴
- 常葉学園高校 - 三菱電機（2009年〜）